# Cam Whitmore
Cameron "Cam" Whitmore (Odenton, 8 de julho de 2004) é um jogador norte-americano de basquete que atualmente joga no Washington Wizards da National Basketball Association (NBA).
Ele jogou basquete universitário pela Universidade Villanova como a 20ª escolha geral no draft da NBA de 2023.

## Carreira no ensino médio
Whitmore frequentou a Archbishop Spalding High School em Severn, Maryland. Em seu último ano, ele foi nomeado Jogador do Ano de basquete masculino pela Capital Gazette. Ele foi selecionado para jogar no McDonald's All-American Boys Game de 2022. Whitmore também jogou na Copa América Sub-18 em 2022, onde foi nomeado MVP.
Whitmore foi um recruta de cinco estrelas consensual e um dos principais jogadores da classe de 2022, de acordo com os principais serviços de recrutamento. Em 7 de outubro de 2021, ele se comprometeu a jogar basquete universitário pela Universidade Villanova, recusando ofertas de Illinois e North Carolina.

## Carreira universitária
Após perder sete jogos devido a uma lesão no polegar, Whitmore fez sua estreia universitária contra Oklahoma. 
Em sua primeira temporada com Villanova, Whitmore teve médias de 12,5 pontos, 5,3 rebotes e 0,7 assistências. Ao final de seu primeiro ano, Whitmore foi nomeado Calouro do Ano da Big East Conference. Posteriormente, ele se declarou para o draft da NBA de 2023, tornando-se o primeiro verdadeiro one-and-done de Villanova desde Tim Thomas em 1997.

## Carreira profissional

### Houston Rockets (2023–2025)
Antes do draft, Whitmore teve algumas projeções o colocando tão alto quanto a quarta escolha geral. O Houston Rockets selecionou Whitmore com a 20ª escolha geral no draft da NBA de 2023.
Em 26 de outubro de 2023, ele fez sua estreia na NBA, não marcando pontos e pegando um rebote em uma derrota por 116-86 para o Orlando Magic. Ele fez sua primeira partida como titular em 21 de janeiro de 2024, em uma derrota em casa para o Boston Celtics. Whitmore registrou 5 pontos, 4 rebotes, um bloqueio, um roubo de bola e nenhuma assistência, com 27% de aproveitamento nos arremessos de quadra, enquanto os Rockets perderam por 116-107. Em 26 de janeiro de 2024, Whitmore registrou seu primeiro duplo-duplo na carreira e sua então melhor marca pessoal, marcando 24 pontos, 11 rebotes e 2 assistências com 50% de aproveitamento nos arremessos em uma vitória por 138-104 sobre o Charlotte Hornets.

### Washington Wizards (2025-atualmente)
Em julho de 2025, foi anunciado que o Rockets trocou Cam Whitmore com o Washington Wizards, por duas escolhas de draft de segunda rodada.

## Perfil do jogador
Com altura de 2,01 metros e pesando 106 quilos, Whitmore joga na posição de ala. No Combine da NBA de 2023, Whitmore ficou em terceiro lugar no salto vertical máximo com 102 cm. Os olheiros o veem como uma ala versátil com grande potencial e habilidade atlética. Ofensivamente, ele pode usar efetivamente uma variedade de dribles para pontuar em transição contra defensores de tamanho semelhante. Antes de entrar na liga, comentaristas apontaram suas habilidades de pontuação no jogo de meia quadra, visão de jogo e QI como pontos fracos. Ele tem sido comparado a jogadores como Jae Crowder e Caron Butler.

## Estatísticas da carreira

### NBA

#### Temporada regular
| Ano     | Equipe  | PJ | PT | MPJ  | AP   | 3P   | LL   | RT  | AS | BR | TO | PPJ  |
| ------- | ------- | -- | -- | ---- | ---- | ---- | ---- | --- | -- | -- | -- | ---- |
| 2023–24 | Houston | 47 | 2  | 18.7 | .454 | .359 | .679 | 3.8 | .7 | .6 | .4 | 12.3 |

### Universitário
| Ano     | Equipe    | PJ | PT | MPJ  | AP   | 3P   | LL   | RT  | AS  | BR  | TO  | PPJ  |
| ------- | --------- | -- | -- | ---- | ---- | ---- | ---- | --- | --- | --- | --- | ---- |
| 2021–22 | Villanova | 26 | 20 | 27.4 | .478 | .343 | .703 | 5.3 | 0.7 | 1.4 | 0.3 | 12.5 |